# Harakat Xam Al-Islam
Harakat Xam al-Islam (àrab: حركة شام الإسلام, Ḥarakat Xām al-Islām, ‘Moviment del Llevant de l'Islam’) és un grup armat jihadista compost principalment per voluntaris marroquins, actiu durant la Guerra Civil Siriana. Harakat Xam al-Islam es va fundar a l'agost de 2013 per tres marroquins detinguts anteriorment al centre de detenció de Guantánamo, Ibrahim bin Shakran, Ahmed Mizouz i Mohammed Alami, i es va establir a Latakia. L'objectiu del grup no solament era reclutar lluitadors per a la guerra a Síria, sinó establir també una organització yihadista dins del Marroc.
El grup es va fer conegut pel seu rol en l'ofensiva de Latakia de 2013. L'any següent, va ser una de les tres faccions principals, juntament amb l'Enfront del-Nusra i Ansar al-Sham, que van participar en l'ofensiva de Latakia de 2014. Harakat Sham al-Islam també compta amb presència a Alep, involucrat en batalles per l'Hospital Kindi i la Presó Central d'Alep.
El líder del grup, Shakran, va morir en una batalla contra les forces del govern sirià a l'abril de 2014, així com el comandant militar del grup, Abu Safiya Al-Masri.